# Glarus
Glarus (tyska) (tyskt uttal: [ˈɡlaːrʊs]

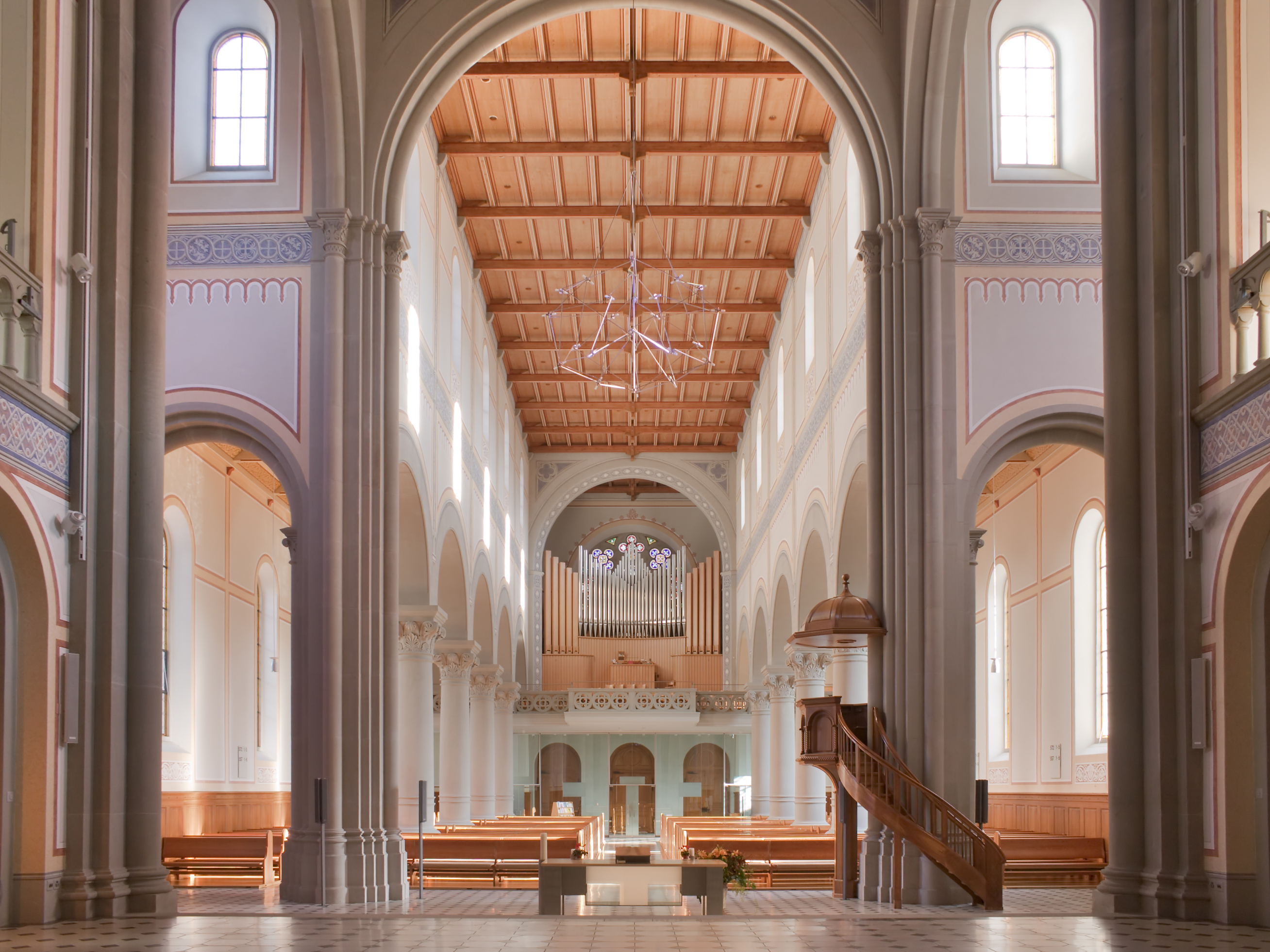
Interiör från stadskyrkan i Glarus.

 ( lyssna), franska: Glaris, italienska: Glarona, rätoromanska: Glaruna) är en stad och kommun i kantonen Glarus i Schweiz. Kommunen har 12 758 invånare (2023). Glarus är huvudort i kantonen med samma namn.
Den 1 januari 2011 inkorporerades kommunerna Ennenda, Netstal och Riedern in i Glarus.

## Geografi
Staden ligger vid floden Linth, vid Glärnischmassivets nordöstra fot. Glarus är beläget cirka 58 kilometer öster om Luzern och cirka 54 kilometer sydost om Zürich.
Kommunen Glarus har en yta om 103,67 km². Av denna areal används 26,72 km² (25,8 %) för jordbruksändamål och 35,64 km² (34,4 %) utgörs av skogsmark. Av resten utgörs 4,45 km² (4,3 %) av bostäder och infrastruktur, medan 36,75 km² (35,4 %) är impediment.

## Demografi
Kommunen Glarus har 12 758 invånare (2023). En majoritet (86,3 %) av invånarna är tyskspråkiga (2014). En italienskspråkig minoritet på 2,9 % lever i kommunen. 34,2 % är katoliker, 34,5 % är reformert kristna och 31,3 % tillhör en annan trosinriktning eller saknar en religiös tillhörighet (2014).
| Ort     | Invånare 1 jan 2023 |
| ------- | ------------------- |
| Glarus  | 6 132               |
| Netstal | 3 065               |
| Ennenda | 2 652               |
| Riedern | 692                 |